# Gandanameno fumosa
Espèce
Synonymes
- Eresus fumosus C. L. Koch, 1837
- Eresus bubo L. Koch, 1865

Gandanameno fumosa est une espèce d'araignées aranéomorphes de la famille des Eresidae.

## Distribution
Cette espèce se rencontre en Namibie et en Afrique du Sud.

## Description
Les mâles mesurent de 9 à 10 mm et les femelles de 23 à 25 mm.

## Publication originale
- C. L. Koch, 1837 : Die Arachniden. Nurnberg, C.H. Zeh’sche Buchhandlung, vol. 4, no 1/5, p. 1-108 (texte intégral).